# Lizzo
Melissa Viviane Jefferson (* 27. dubna 1988, Detroit, Michigan, USA), vystupující pod uměleckým jménem Lizzo, je americká zpěvačka, skladatelka a raperka. Narodila se v Detroitu v Michiganu, ale v deseti letech se se svojí rodinou přestěhovala do texaského Houstonu.
Svou hudební kariéru zahájila v roce 2013 vydáním alba nazvaného Lizzobangers. Charakteristická je svým korpulentním vzhledem, na nějž je hrdá, dává ho na odiv a považuje jej za sexy. Přesto se na konci března 2024 podle svého vyjádření na síti Instagram rozhodla svou pěveckou kariéru kvůli narážkám na své tělo ukončit.